# Kunîn, Zdolbuniv
Kunîn (în ucraineană Кунин) este un sat în comuna Uiizdți din raionul Zdolbuniv, regiunea Rivne, Ucraina.

## Demografie
Componența lingvistică a localității Kunîn
     Ucraineană (98,97%)
     Alte limbi (1,03%)
Conform recensământului din 2001, majoritatea populației localității Kunîn era vorbitoare de ucraineană (98,97%), existând în minoritate și vorbitori de alte limbi.